# Стела «Город воинской славы» (Луга)
Памятник-стела «Город воинской славы» был открыт 9 мая 2010 года в городе Луга в сквере напротив железнодорожного вокзала «Луга I».
Стела установлена в память о присвоении Луге почётного звания «Город воинской славы».

## История памятника
В 1941 году Луга была местом ожесточённых боёв на подступах к Ленинграду. Лужский оборонительный рубеж на 45 дней остановил немецкое наступление на Ленинград, что позволило советским войскам создать более прочную оборону на дальних и ближних подступах к городу. Врага задержали герои-ополченцы и жители города, рывшие окопы и строившие укрепления, сражавшиеся с минимальным вооружением против танков и хорошо экипированных войск захватчика. Эта отсрочка дала возможность не только подготовить к обороне Ленинград, но и эвакуировать тысячи мирных жителей. В годы Великой Отечественной войны 5000 лужан были награждены орденами и медалями СССР, 24 удостоены звания Герой Советского Союза".
За отличие при освобождении Луги 8 частей и соединений получили почётное наименование «Лужские» (в том числе 123-я стрелковая дивизия и 690-й истребительно-противотанковый артиллерийский полк). Указом Президиума Верховного Совета СССР от 2 августа 1977 года за мужество и героизм, проявленные трудящимися города в годы Великой Отечественной войны, за большие успехи в хозяйственной деятельности и культурном строительстве и в связи с 200-летием со дня основания город Луга награждён Орденом Отечественной войны I степени. А Указом Президента Российской Федерации от 5 мая 2008 г. № 554 Луга удостоена почётного звания Российской Федерации «Город воинской славы». 6 мая 2008 года в Московском Кремле состоялась церемония вручения грамот о присвоении звания городам, в числе которых была Луга.
При въезде в Лугу сооружён мемориальный комплекс «Партизанская слава», но в центре города на протяжении долгого времени не было масштабного памятника, посвящённого героям борьбы с немецко-фашистскими захватчиками. Ситуация изменилась после присвоения городу почётного звания, так как в соответствии с Указом Президента РФ Путина Владимира Владимировича от 1 декабря 2006 года № 1340, в каждом городе, удостоенном почётного звания «Город воинской славы», устанавливается стела, посвященная этому событию.
Открытие памятной Стелы, приуроченное к 65-летию Победы в Великой Отечественной войне, состоялось 9 мая 2010 года. На торжественном мероприятии по поводу открытия выступил губернатор Ленинградской области Валерий Сердюков.
30 апреля 2010 года поступила в обращение почтовая марка, а 2 мая 2012 года в обращение была выпущена памятная монета «Город воинской славы Луга» номиналом 10 рублей. Ещё одним символом стал Меч Победы, вручённый Луге, как и другим городам воинской славы, 9 июня 2022 года в зале Славы Музея Победы в парке Победы на Поклонной горе в Москве. Изготовленный в Златоусте меч покрыт золотом высшей 999,9 пробы и инкрустирован уральскими самоцветами — гранатами, символизирующими пролитую кровь, и голубыми топазами, которые считаются символом мира. Длина мечей составляет 1,2 метра, вес — более пяти килограммов. На клинке, украшенном растительным орнаментом, высечены знаменитые слова князя Александра Невского: «Кто с мечом к нам придет, тот от меча и погибнет». Ранее, в апреле 2015 года, аналогичные Мечи Победы были переданы на вечное хранение городам-героям.

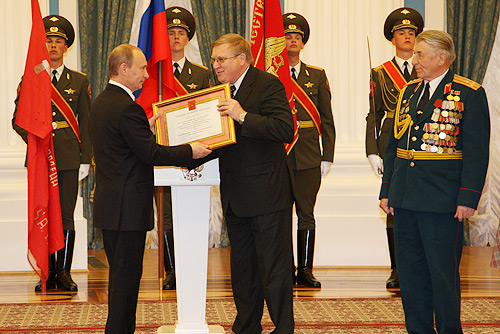
Вручение грамоты о присвоении Луге почётного звания
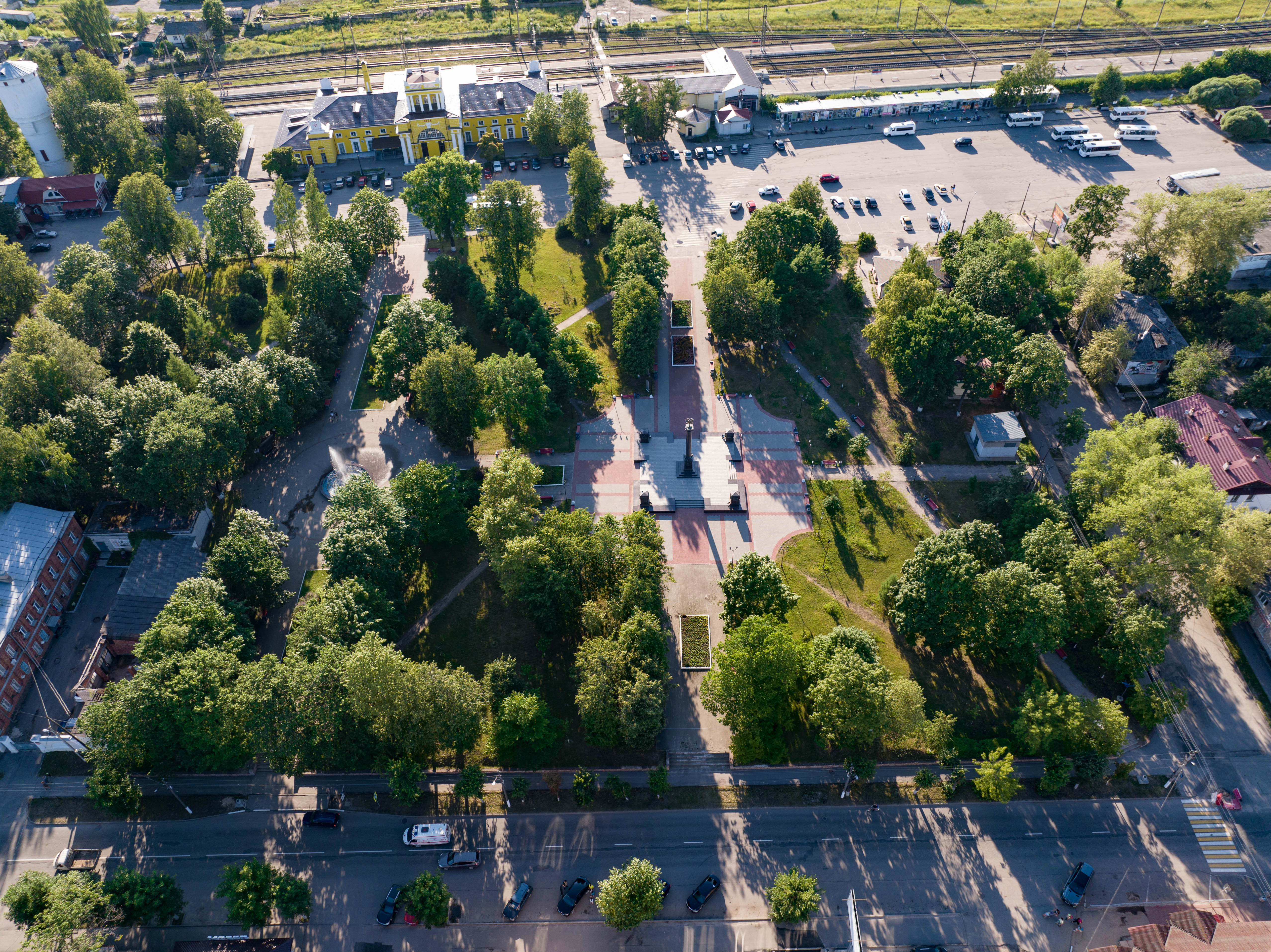
Вид на сквер с памятником сверху
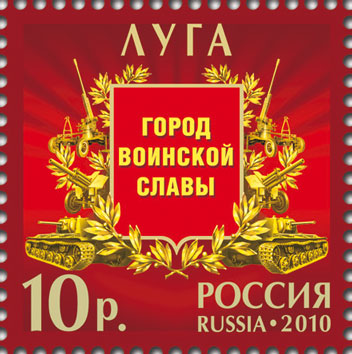
Памятная марка, посвящённая городу воинской славы
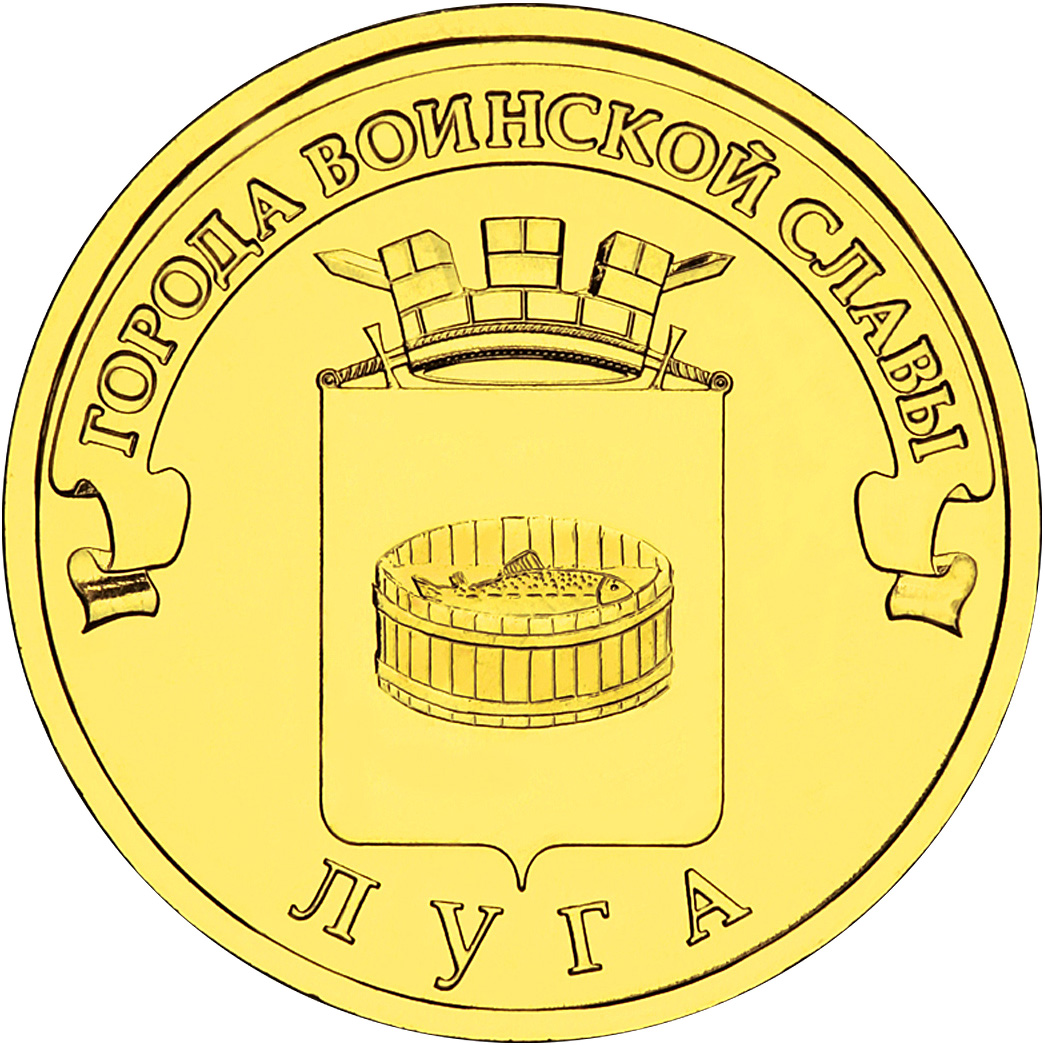
Изображение герба города воинской славы на монете

## Описание
Архитектурно-скульптурное решение памятной стелы «Город воинской славы» утверждено Российским организационным комитетом «Победа» по результатам открытого всероссийского конкурса, в котором в 2008 году победил проект авторского коллектива в составе: Заслуженный архитектор России, действительный член Международной академии архитектуры И. Н. Воскресенский, архитекторы Г. А. Ишкильдина, В. В. Перфильев, Заслуженный художник России, член-корреспондент Российской академии художеств, скульптор С. А. Щербаков.
Стела «Город воинской славы Луга» представляет собой колонну дорического ордера, увенчанную гербом Российской Федерации, установленную на постаменте в центре квадратной площади. На передней части постамента расположен картуш с текстом указа Президента о присвоении звания «Город воинской славы», с обратной стороны постамента — картуш с изображением герба города. По углам площади установлены скульптурные барельефы с изображением событий, в связи с которыми городу присвоено почетное звание Российской Федерации «Город воинской славы».